# Taman Rahayu
Taman Rahayu is een bestuurslaag in het regentschap Bekasi van de provincie West-Java, Indonesië. Taman Rahayu telt 10.832 inwoners (volkstelling 2010).